# Андреевщина (Лодейнопольский район)
Андре́евщина — деревня в Янегском сельском поселении Лодейнопольского района Ленинградской области.

## История
АНДРЕЕВЩИНА (ТРЫЙКОВА, КРАСНОВА) — деревня при колодцах, число дворов — 11, число жителей: 40 м. п., 44 ж. п.; все карелы. (1879 год)

Сборник Центрального статистического комитета описывал её так:

АНДРЕЕВЩИНА (ТРОШКОВА, КРАСКОВА) — деревня бывшая государственная, дворов — 10, жителей — 63; лавка. (1885 год)

Список населённых мест Олонецкой губернии:

АНДРЕЕВЩИНА — деревня, население крестьянское: домов — 12, семей — 11, мужчин — 50, женщин — 64, всего — 114; некрестьянское: нет; лошадей — 6, коров — 15, прочего — 21. (1905 год) 

В конце XIX — начале XX века деревня административно относилась к Неккульской волости 2-го стана Олонецкого уезда Олонецкой губернии.
Согласно карте Ленинградской области Северо-западного аэрогеодезического треста ГГУ издания 1932 года деревня насчитывала 9 крестьянских дворов.

Деревня Андреевщина на карте 1932 года

По данным 1933 года деревня Андреевщина являлась административным центром Карельского национального сельсовета Лодейнопольского района, в который входили 13 населённых пунктов: деревни Андреевщина, Иевково, Карельская, Климова, Косякова, Красково, Лутково, Оглодова, Попова, Рютевщина, Торговщина, Филипповская, Чурова Гора, общей численностью населения 1240 человек. Андреевщина, Иевково, Косякова, Оглодова, Рютевщина и Торговщина, составляли одну большую деревню Андреевщина.
По данным 1936 года в состав Карельского национального сельсовета входили 13 населённых пунктов, 240 хозяйств и 5 колхозов.
По данным 1966, 1973 и 1990 годов деревня Андреевщина входила в состав и являлась административным центром Андреевщинского сельсовета.
В 1997 году в деревне Андреевщина Андреевщинской волости проживали 205 человек, в 2002 году — 224 человека (русские — 75 %).
В 2007 году в деревне Андреевщина Янегского СП проживали 218 человек, в 2010 году — 188 человек.

## География
Деревня расположена в северной части района на автодороге 41К-641 (подъезд к деревне Пога).
Расстояние до административного центра поселения — 25 км. Расстояние до районного центра — 15 км.
Расстояние до ближайшей железнодорожной станции Лодейное Поле — 15 км.
В деревне находится исток реки Янгера.

## Демография
| 1879 | 1885 | 1905 | 1997 | 2007 | 2010 | 2014 |
| ---- | ---- | ---- | ---- | ---- | ---- | ---- |
| 84   | ↘63  | ↗114 | ↗205 | ↗218 | ↘188 | ↗205 |
| 2017 |      |      |      |      |      |      |
| →205 |      |      |      |      |      |      |

### Национальный состав
Согласно данным Всероссийской переписи населения 2021 года в деревне проживали 120 человек, из них:
 русские — 105, молдаване — 5, карелы — 3, украинцы — 3, белорусы — 1, мордва — 1, немцы — 1, чуваши — 1 человек.

## Достопримечательности
- Церковь иконы Божией Матери «Всех скорбящих Радость», 2010 года постройки, каменная, действующая[20].
- Церковь Михаила Архангела, 1798 года постройки, деревянная, утрачена после 1917 года[21].